# Юрковська Олена Юріївна
Юрковська Олена Юріївна (нар. 27 вересня 1983, м.Коломия, Івано-Франківська область, Українська РСР, СРСР) — українська біатлоністка, лижниця; заслужений майстер спорту України; Герой України (2006). Багаторазова чемпіонка Паралімпійських ігор (2006, 2010). Кавалер ордена княгині Ольги I, II, III ступеня.

## Біографія
Народилася 27 вересня 1983 року в місті Коломия Івано-Франківської області. У віці 3 років внаслідок перенесеного важкого захворювання вітрянкою їй ампутували ноги.
Заняття спортом почала у 1996 році в Київському обласному центрі «Інваспорт». Спочатку займалась волейболом сидячи, а потім — настільним тенісом. Була срібною (1999) та бронзовою (1998) призеркою чемпіонату України з волейболу сидячи, бронзовою призеркою (1998, 1999) чемпіонату України з настільного тенісу. У складі збірної команди з сидячого волейболу посіла 5 місце на Паралімпійських іграх 2004 року в Афінах.
У грудні 2000 року почала займатися зимовими видами спорту: лижними перегонами та біатлоном.
На Паралімпійських іграх-2002 в Солт-Лейк-Сіті здобула 1 срібну і 3 бронзові медалі.
20 квітня 2006 року в Олімпійському музеї в Лозанні, Швейцарія її вручили спеціальну нагороду Міжнародного олімпійського комітету — статуетку «Sport Star Awards» («Спортивна зірка»).
Чотириразова паралімпійська чемпіонка ігор в Турині (2006), визнана найкращою спортсменкою ігор. Виборола 4 золотих, 1 срібну та 1 бронзову медаль (лижні перегони, біатлон).
Паралімпійська чемпіонка ігор 2010 у Ванкувері (біатлон).
Мешкає в селі Крюківщина Бучанського району Київської області. Навчалася в Університеті Григорія Сковороди в Переяславі.

## Олімпійські нагороди

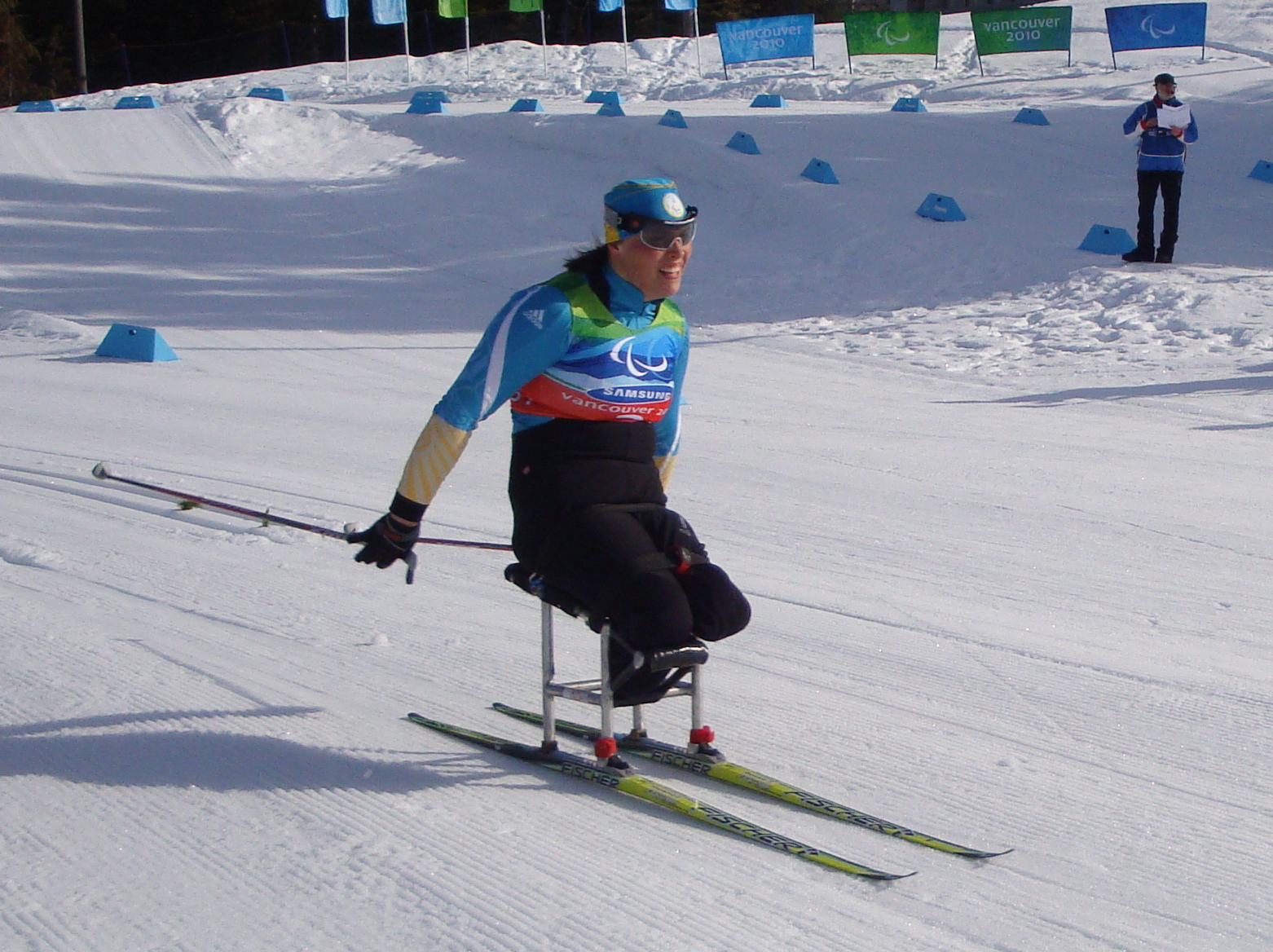

### 2002
- Біатлон — 7,5 км
- Лижні перегони — 10 км
- Лижні перегони — 5 км
- Лижні перегони — 2,5 км

### 2006
- Лижні перегони — 5 км
- Лижні перегони — 2,5 км
- Біатлон — 10 км
- Біатлон — 7,5 км
- Лижні перегони — 10 км
- Лижні перегони — естафета 3 × 2,5 км

### 2010
- Біатлон — гонка переслідування серед спортсменок з пошкодженням опорно-рухового апарату, 2,4 км, 2 вогневих рубежі, час — 9.55,3
- Лижні гонки — лижний крос, 10 км
- Лижні гонки — індивідуальні гонки, 10 км
- Лижні гонки — індивідуальні гонки, 1 км
- Лижні перегони — естафета 3 × 2,5 км

### 2014
- Лижні перегони  — естафета 4 × 2,5 км
- Біатлон -- 12,5 км
- Біатлон — 6 км[2]

## Державні нагороди
- 3 квітня 2006 року Указом Президента України В. А. Ющенка № 287/2006 за виняткові спортивні досягнення на зимових Паралімпійських іграх, виявлені мужність, самовідданість і волю до перемоги, піднесення спортивного авторитету України у світі Юрковській Олені Юріївні — багаторазовій чемпіонці та призерці Паралімпійських ігор з біатлону і лижних гонок, найкращій спортсменці IX зимових Паралімпійських ігор у Турині — присвоєне звання Герой України з врученням ордена «Золота Зірка»[3][4]
- Орден княгині Ольги I ст. (23 серпня 2014) — за значний особистий внесок у державне будівництво, соціально-економічний, науково-технічний, культурно-освітній розвиток України, вагомі трудові здобутки та високий професіоналізм[5][6]
- Орден княгині Ольги II ст. (2010)[7], III ст. (2002)[8]